# 3 Pułk Piechoty „Sarzana”
3 Pułk Piechoty Włoskiej „Sarzana” (it. 3º reggimento fanteria italiana "Sarzana") – pułk piechoty włoskiej okresu Ancien régime. Należał do sił zbrojnych Republiki Genueńskiej.
Istniał w latach 1765–1797. Liczył 9 kompanii fizylierów.